# العلاقات الآيسلندية الفيتنامية
العلاقات الآيسلندية الفيتنامية هي العلاقات الثنائية التي تجمع بين آيسلندا وفيتنام.

## مقارنة بين البلدين
هذه مقارنة عامة ومرجعية للدولتين:
| وجه المقارنة                                              | آيسلندا          | فيتنام           |
| --------------------------------------------------------- | ---------------- | ---------------- |
| المساحة (كم2)                                             | 103.00 ألف       | 331.69 ألف       |
| عدد السكان (نسمة)                                         | 317.35 ألف       | 94.66 مليون      |
| الكثافة السكانية (ن./كم²)                                 | 3.08             | 285.39           |
| العاصمة                                                   | ريكيافيك         | هانوي            |
| اللغة الرسمية                                             | اللغة الآيسلندية | اللغة الفيتنامية |
| العملة                                                    | كرونة آيسلندية   | دونغ فيتنامي     |
| الناتج المحلي الإجمالي (بليون دولار)                      | 23.91 مليار      | 234.19 مليار     |
| الناتج المحلي الإجمالي (تعادل القوة الشرائية) بليون دولار | 15.79 مليار      | 553.42 مليار     |
| الناتج المحلي الإجمالي الاسمي للفرد دولار أمريكي          | 50.17 ألف        | 2.48 ألف         |
| الناتج المحلي الإجمالي للفرد دولار أمريكي                 | 46.55 ألف        | 5.63 ألف         |
| مؤشر التنمية البشرية                                      | 0.899            | 0.666            |
| رمز المكالمات الدولي                                      | +354             | +84              |
| رمز الإنترنت                                              | .is              | .vn              |
| المنطقة الزمنية                                           | 00، أوروبا/لندن ‏ | ت ع م+07:00      |

## منظمات دولية مشتركة
يشترك البلدان في عضوية مجموعة من المنظمات الدولية، منها:
| علم المنظمة | اسم المنظمة                        | تاريخ انضمام آيسلندا | تاريخ انضمام فيتنام |
| ----------- | ---------------------------------- | -------------------- | ------------------- |
|             | وكالة ضمان الاستثمار متعدد الأطراف | 25 سبتمبر 1998       | 5 أكتوبر 1994       |
|             | منظمة الشرطة الجنائية الدولية      | ?                    | ?                   |
|             | منظمة حظر الأسلحة الكيميائية       | ?                    | ?                   |
|             | منظمة التجارة العالمية             | ?                    | 11 يناير 2007       |
|             | الفريق المعني برصد الأرض           | ?                    | ?                   |
|             | الأمم المتحدة                      | 19 نوفمبر 1946       | 20 سبتمبر 1977      |
|             | مؤسسة التمويل الدولية              | 20 يوليو 1956        | 4 أغسطس 1967        |
|             | يونسكو                             | 8 يونيو 1964         | 6 يوليو 1951        |
|             | مؤسسة التنمية الدولية              | 19 مايو 1961         | 24 سبتمبر 1960      |
|             | البنك الدولي للإنشاء والتعمير      | 27 ديسمبر 1945       | 21 سبتمبر 1956      |
|             | المنظمة الهيدروغرافية الدولية      | ?                    | ?                   |
|             | الاتحاد البريدي العالمي            | ?                    | ?                   |
|             | الاتحاد الدولي للاتصالات           | 1 أكتوبر 1906        | 24 سبتمبر 1951      |

## وصلات خارجية
- موقع وزارة الخارجية الآيسلندية
- موقع وزارة الخارجية الفيتنامية